# 沃爾萊濟鄉
45°54′N 27°51′E / 45.900°N 27.850°E
沃爾萊濟鄉（羅馬尼亞語：Comuna Vârlezi, Galați），是羅馬尼亞的鄉份，位於該國東部，由加拉茨縣負責管轄，面積92平方公里，海拔高度135米，2007年人口2,148，人口密度每平方公里23人。